# Castillo de Monteagudo
El castillo de Monteagudo es una fortificación que se encuentra situada a unos 5 kilómetros al noreste de la ciudad de Murcia (Región de Murcia, España) y a unos 18 kilómetros al suroeste de Orihuela, en la pedanía del mismo nombre.
El castillo está enclavado en un impresionante puntal rocoso que se eleva 149 m sobre el nivel del mar, por lo que domina toda la Huerta de Murcia. Su estratégica situación y su singular disposición convierten a esta fortaleza en un hito fundamental de la depresión prelitoral murciana, situado en el borde septentrional de la vega del Segura.
El castillo de Monteagudo remonta sus orígenes a época islámica. Las primeras referencias documentales a esta fortificación indican su existencia hacia 1078-1079. Sin embargo, es en tiempo de Ibn Mardanis cuando el castillo adquiere su disposición actual. No obstante, la trascendental fama que aún conserva le vendría con la incorporación del reino a la Corona de Castilla en 1243. Allí situó Alfonso X el Sabio su residencia murciana, quedando vinculado a los monarcas castellanos. La agregación al reino de Valencia del valle del Vinalopó y la vega baja del Segura a comienzos del siglo XIV convertiría al castillo de Monteagudo en el vigilante secular de la frontera.

## Historia
La inclusión de Orihuela en la taifa de Denia convirtió a Monteagudo en la vanguardia fortificada del primer reino musulmán de Murcia en su frontera noreste, hacia la primera mitad del siglo XI. Fue en esta época cuando Abderramán Ibn Tahir (primer rey musulmán de Murcia) fue encarcelado en él tras su destronamiento.

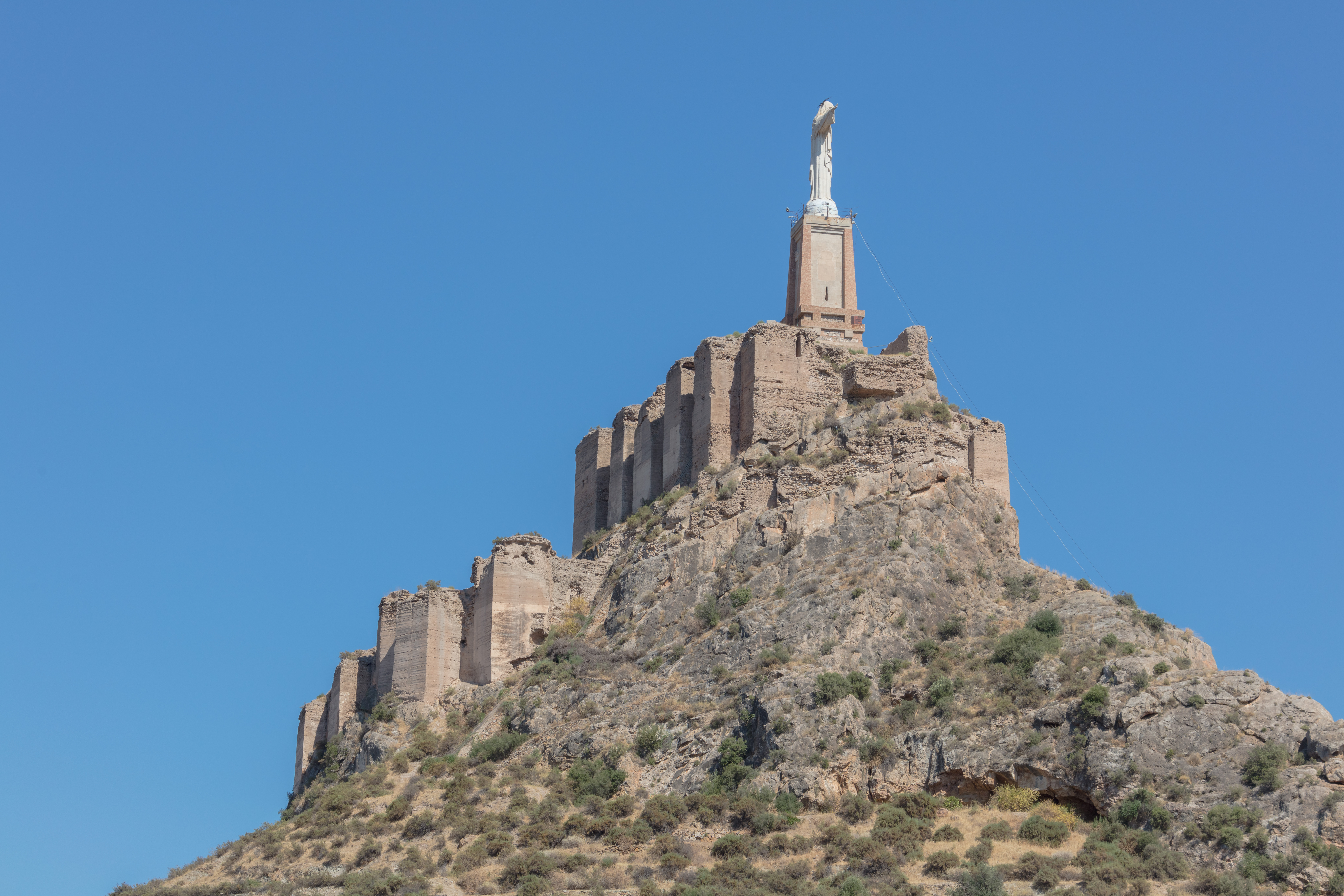
Vista lateral.

La importancia que cobró la taifa murciana durante su segundo periodo, el mardanisí, durante el siglo XII, fue paralela a la de esta fortificación. Monteagudo pasó a formar un importante conjunto arquitectónico junto al alcázar de recreo de Ibn Mardanis, el Qasr Ibn Sad, hoy llamado Castillejo de Monteagudo, y la fortificación de Larache, siendo Murcia en aquel momento el centro de la resistencia hispanomusulmana frente a los almohades.
En el siglo XIII, poco antes de la conquista cristiana, el poeta Hazim al-Qartayanni ya cantaba la verticalidad de esta fortaleza contrastando con la gran planicie de la Vega del Segura en su obra Qasida maqsura.
Una vez que el reino taifa de Murcia fue incorporado como protectorado a la Corona de Castilla en 1243, Alfonso X el Sabio haría del castillo de Monteagudo su residencia murciana, como ocurrió durante su visita de 1257. Esta fortaleza era propicia al estar a las afueras de la ciudad (poblada todavía mayoritariamente por musulmanes hasta la conquista definitiva de 1266), por lo que acabó prefiriéndola frente al Alcázar Mayor de Murcia, así como por las buenas condiciones de la misma frente al cercano Castillejo de Monteagudo, que fue asolado por los almohades en 1172. Sin embargo, gracias a las excavaciones realizadas en 2018 en la zona llana adyacente al palacio del Castillejo, se comprobó que el complejo palatino situado en esa zona tuvo otra fase constructiva a finales del siglo XII o comienzos del XIII, siendo utilizado tras la firma del tratado de Alcaraz, lo que implicaría que pudo ser el lugar que acogió a Alfonso X y su corte en 1257, cuando tradicionalmente se había pensado que se situó en el castillo de Monteagudo.
El castillo de Monteagudo, el Castillejo y la fortaleza de Larache constituyeron la concesión más importante de los repartimientos efectuados en la huerta de Murcia durante la segunda mitad del siglo XIII, el denominado Real de Monteagudo, que fue entregado por el rey Sabio como donadío a su esposa doña Violante de Aragón, y así pasaría también a doña María de Molina.
En 1311, Fernando IV cedió a la diócesis de Cartagena los lugares que doña María de Molina tenía en el Reino de Murcia, como el Real de Monteagudo, además de Alcantarilla, Alguazas y las casas, baño y Real de Murcia, a cambio del castillo de Lubrín, que había sido conquistado al reino nazarí por el obispo Martín Martínez Noloaquisino en 1309.
Tras el conflicto entre Castilla y Aragón por el reino de Murcia, el valle del Vinalopó y parte de la Vega Baja del Segura quedaron incorporados al reino de Valencia en 1304, por lo que el castillo de Monteagudo se convirtió en el puntal defensivo del reino castellano de Murcia frente a la futura Gobernación aragonesa de Orihuela, convirtiéndose en una de las principales fortificaciones de la nueva frontera y del Camino Real que unía a Murcia con Orihuela.

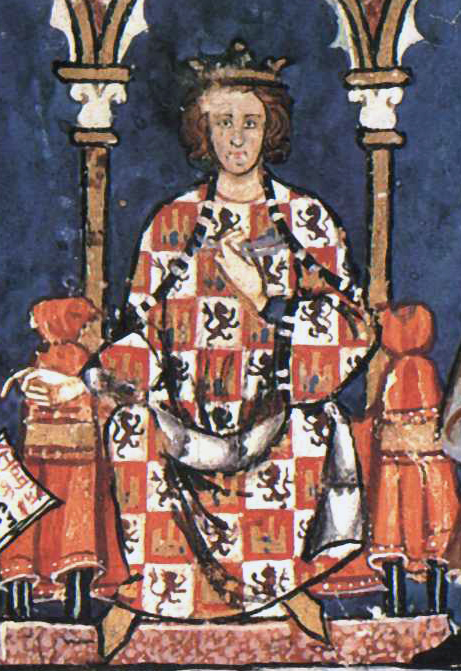
Alfonso X el Sabio residió en el castillo de Monteagudo.

Protagonista de diversos hechos de armas durante la Baja Edad Media, la fortaleza aún conservaba su importancia militar durante el siglo XVI, cuando es citada en las relaciones topográficas de Felipe II. No obstante su relevancia estratégica había perdido interés conforme se diluían las actividades bélicas fronterizas entre las coronas de Castilla y Aragón.
Fue declarado Monumento Nacional en 1931.

## Arquitectura
En uno de los más recientes estudios realizados sobre el castillo de Monteagudo, el arqueólogo Manzano Martínez delimitó las estructuras arquitectónicas existentes en dos espacios amurallados concéntricos que se sitúan en la cima del cerro donde quedó enclavada la fortaleza.
El recinto superior ocupa la parte más alta del puntal rocoso con una planta rectangular jalonada de torreones cúbicos que defienden los muros y ayudan a su solidez estructural a modo de contrafuertes dada la irregularidad del terreno, ocupando una superficie aproximada de unos 50 m por 25 m. A su vez este edificio quedaría subdividido en otros dos sectores bien diferenciados: por un lado la plaza de armas, donde hoy se sitúa una monumental imagen del Sagrado Corazón de Jesús, y por otro, un espacio situado al norte donde serían ubicadas una serie de estancias y dependencias así como el acceso a este recinto, parcialmente destruido pero que presenta la espectacularidad de su vano con un típico arco de herradura. Como elemento característico surgen, en las esquinas de este cuerpo, la disposición de las torres en ángulo entrante en lugar de las comunes torres de esquinas existentes en otras fortificaciones.
El recinto inferior se extendería principalmente en el sector nororiental del cerro, y está compuesto por un cinto amurallado cuyas torres también se situaron muy próximas entre sí, dándole un aspecto semejante a otras fortificaciones de su contexto histórico y geográfico. Para acceder a este espacio había que sortear una serie de puertas en recodo y pasillos dominados por diferentes torreones que guardaban perfectamente el halo de inexpugnabilidad de la fortaleza. Destaca también en este sector un torreón relacionado con una sima desde la que se abastecía de agua la guarnición del castillo.

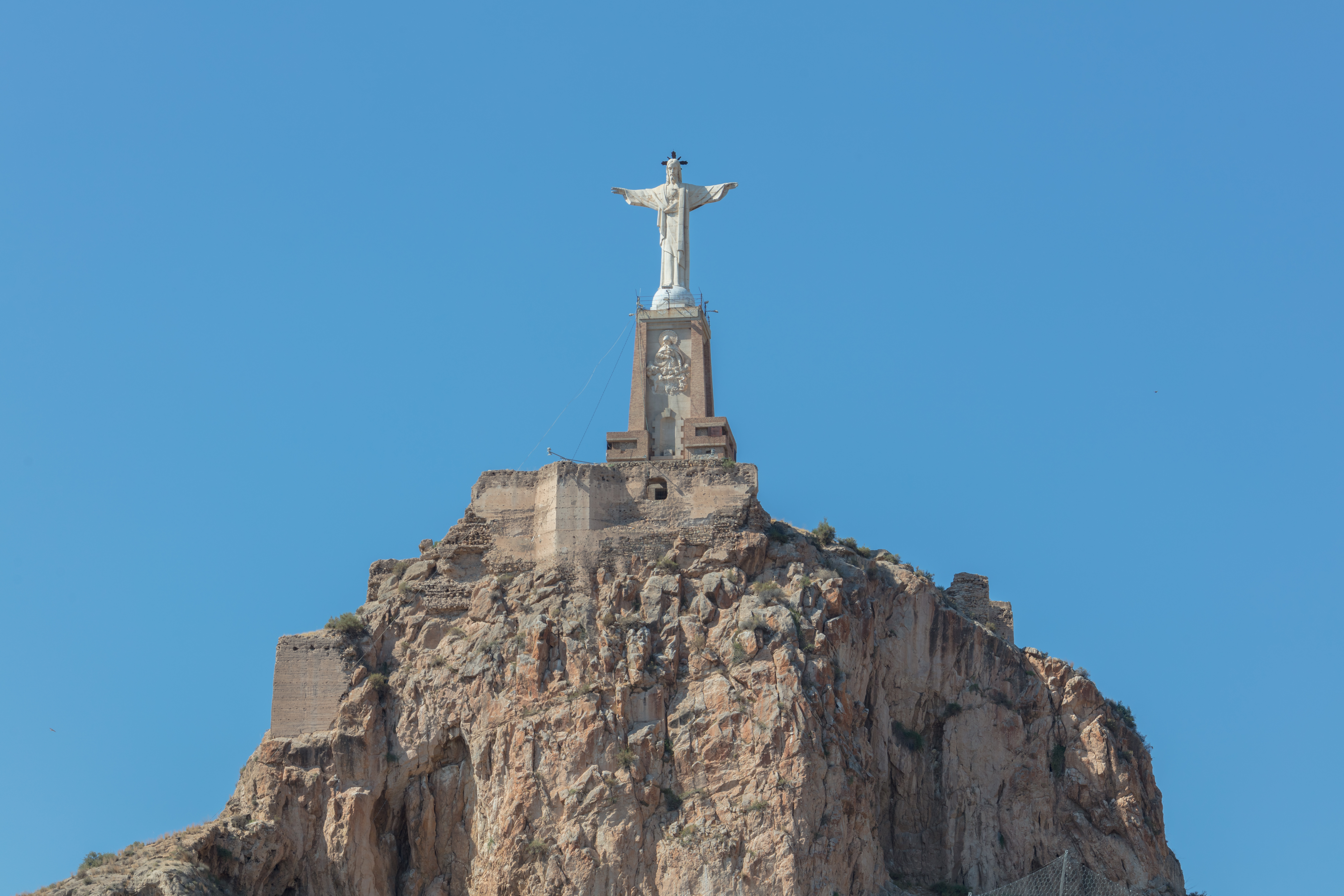
Cristo de Monteagudo en la cima del cerro.

En líneas generales, el conjunto del edificio fue construido utilizando un tapial de argamasa de excelente calidad, con encofrados modulares de unos 80 cm de altura. No obstante, en algunos tramos determinados se utilizó el ladrillo, tanto en muros como en zócalos.

## El Cristo de Monteagudo
Sobre la cima del cabezo y dominando el valle, encontramos el monumento de desagravio al Corazón de Jesús, escultura de 14 metros de alto diseñada en 1951 por el escultor Nicolás Martínez. Esta obra monumental, que goza de gran devoción, se trata en realidad de la sustitución de un conjunto escultórico anterior, construido en 1926 por Anastasio Martínez Hernández, con el patrocino del alcalde de Murcia en aquel tiempo (en plena dictadura de Primo de Rivera), Francisco Martínez García, monumento que fue destruido en 1936 durante la guerra civil española. Las obras del actual fueron financiadas con las contribuciones de personas de la alta sociedad murciana, ya en pleno franquismo.
De forma reciente se ha intentado retirar el Cristo de Monteagudo de la cima del cerro. El Tribunal Superior de Justicia de Madrid desestimó el recurso que reclamaba su retirada, alegando que además de un símbolo religioso, forma parte de la tradición cultural murciana.